# 梁子镇
梁子镇是中华人民共和国湖北省鄂州市梁子湖区下辖的一个镇。

## 行政区划
梁子镇下辖以下村级行政区划单位：
梁子社区、长岭社区、毛塘村、磨刀矶村、沙湾村、刘斌村、伯岩村、刘河村、龙塘村和茅圻村。